# Kieran Gibbs
Kieran James Ricardo Gibbs (Lambeth, 26 de setembro de 1989) é um ex-futebolista inglês que atuava como lateral-esquerdo.

## Carreira

### Início
Gibbs chegou as categorias de base do Winbledon em 2001, logo aos 12 anos, seu destaque no clube lhe renderam a vaga para ir jogar no Arsenal em 2004, jogando muito bem nos Gunners, em 2007 a pedido do técnico Arsène Wenger, Gibbs começou a integrar o time principal, no dia 31 de outubro de 2007, fez sua estreia jogo contra o Sheffield United em que o Arsenal venceu por 3 x 0, seu primeiro gol foi no dia 20 de setembro de 2011 em partida contra o Shrewsbury Town.

## Títulos
Arsenal
- Copa da Inglaterra: 2013-14, 2014-15, 2016-17
- Supercopa da Inglaterra: 2015